# Door to Door
| Recensione | Giudizio |
| ---------- | -------- |
| AllMusic   |          |
| Ondarock   | 5/10     |

Door to Door è il sesto album in studio del gruppo musicale statunitense The Cars, pubblicato il 25 agosto 1987 dalla Elektra Records.
È prodotto interamente da Ric Ocasek. Dall'album furono estratti i singoli You Are the Girl, Strap Me In e Coming Up You.

## Tracce
1. Leave or Stay – 2:55
2. You Are the Girl – 3:52
3. Double Trouble – 4:14
4. Fine Line – 5:22
5. Everything You Say – 4:52
6. Ta Ta Wayo Wayo – 2:52
7. Strap Me In – 4:22
8. Coming Up You – 4:18
9. Wound Up on You – 5:02
10. Go Away – 4:38
11. Door to Door – 3:17

- Tutte le tracce sono scritte da Ric Ocasek eccetto la 10 (Ric Ocasek/Greg Hawkes).
- Le tracce 3, 5, 8, 10 sono cantate da Ben Orr.

## Classifiche
| Classifica (1987) | Posizione massima |
| ----------------- | ----------------- |
| Australia         | 26                |
| Canada            | 19                |
| Germania          | 57                |
| Norvegia          | 9                 |
| Nuova Zelanda     | 10                |
| Regno Unito       | 72                |
| Stati Uniti       | 26                |
| Svezia            | 29                |
| Svizzera          | 20                |